# 이충우 (공무원)
이충우(李忠雨, 1935년 6월 5일 ~ 2004년 12월 15일)는 대한민국의 관선제 지자체장(서초구청장)이다.

## 생애
연세대 정치외교학과를 졸업하고 연세대학교 대학원에서 행정학 박사를 받았다. 1973년 공직에 임용되어, 지방자치제 부활 이전에는 서울시 교통국장과 은평구청장·성북구청장을 지냈다. 이후 1988년 서초구가 설치되고, 1988년 5월 1일 대한민국 지방자치법이 개정되어 지방자치제가 부활하고, 특별시와 직할시(현 광역시)의 구가 지방자치단체로 인정되었으나 지방의회는 구성되지 않은 1988년 5월에 초대 서초구청장으로 임명되어 1990년 5월까지 재임했다.
1990년 5월 유진관광호텔 뇌물수수사건에 연루되어 면직되었다. 5백만원의 뇌물을 받았으나 뇌물 액수가 적다는 이유로 면직되어 논란이 되었다. 1992년 대한민국 제14대 국회의원 선거 서울특별시에서 서초구 갑 통일국민당 후보로 출마했으나 3위로 낙선했다. 1995년 서초구청장 선거에서 민주당 후보로 출마했으나 2위로 낙선한다.
서초구청장 재임 기간 도중 삼풍백화점 설계 변경 과정에서 뇌물을 받았다. 총 1천3백만원의 수뢰 혐의를 받아 1심에서 징역 3년에 추징금 1천3백만원을 선고받았으나, 2심에서 300만원에 대해서만 부정처사후 수뢰죄가 적용되었다. 그러나 대형 참사인 삼풍백화점 붕괴 사고를 불러일으킨 점에서 징역 10개월에 처해졌다. 2004년 12월 15일 사망했다. 가족은 2남 1녀를 두었다.

## 학력
- 연세대 정치외교학과 학사[1]
- 연세대학교 대학원 행정학 박사[1]

## 역대 선거 결과
|  | 17.24% |

|  | 40.21% |